# Die Apokalyptischen Reiter
Die Apokalyptischen Reiter es una banda alemana de heavy metal formada en 1995. A lo largo de su trayectoria ha evolucionado  musicalmente, tomando elementos de varios subgéneros del metal. La banda ha alcanzado un gran éxito en la escena metalera de su tierra natal y otros países de Europa.
El nombre de la banda significa Los Jinetes del Apocalipsis, en alemán.

## Biografía

### 1995 - 1999
En el verano de 1995, Skelleton y Daniel "Eumel" Täumel forman Die Apokalyptischen Reiter, semanas más tarde se unirían Mark "Dr. Pest" Szakul y Volkmar "Volk-Man" Weber, completando así la formación. En 1996 graban el demo Firestorm y realizan algunos conciertos en Alemania, República Checa, Eslovaquia, Hungría y Rumania. Varios sellos discográficos se interesaron en la banda, hasta que finalmente en 1997 firman contrato con el sello Ars Metalli. Es así como en diciembre de ese año lanzan su primer larga duración titulado Soft & Stronger y ocho meses más tarde el EP de cuatro canciones Dschinghis Khan en una edición limitada de mil copias de vinilo, que se agotó rápidamente.
En 1999 aparece el álbum Allegro Barbaro el cual sería su última producción bajo el sello Ars Metalli, ya que finaliza su contrato a causa de desacuerdos. Sin embargo, debido su creciente fama en Alemania y el este de Europa establecen un nuevo contrato con el sello holandés Hammerheart. Durante este periodo, el cofundador de la banda, Skelleton decide dejarla, por lo que el bajista, Volk-Man, se comienza a hacer cargo de los gritos y anuncian a Georg "Sir G." Lenhardt como el nuevo baterista.
En abril de ese mismo año adquieren el dominio de internet reitermania.de (Reiter = una forma de acortar el nombre de la banda; μανία o mania = del latín locura, demencia, frenesí).

### 2000 - 2004
En el año 2000, Eumel cambia su apodo a "Fuchs" y la banda entra nuevamente al estudio, esta vez con un mayor presupuesto, trabajando con el productor Andy Classen en Stage One Studios. All You Need is Love sería el título del nuevo álbum, el cual se transformó en todo un éxito comercial, permitiéndoles tocar por primera vez en el festival Wacken Open Air y realizar una gira por toda Europa junto a la banda estadounidense Macabre.
La banda pasó gran parte del 2001 en gira, hasta que en el 2002 se ven en la necesidad de interrumpir las presentaciones, debido a que problemas de salud estaban afectando a Sir G. y a Fuchs, este último debido a diversas lesiones dejó de tocar la guitarra en vivo, por lo que entra a la banda un nuevo miembro, Pitrone. Ese mismo año la banda se cambia de sello a Nuclear Blast.
El 2003 entran al estudio, nuevamente con el productor Andy Classen y graban el álbum Have A Nice Trip, llegando rápidamente a los primeros lugares de las listas alemanas. La banda sale de gira por Europa junto a Testament y Death Angel. También realizan una gira de Navidad junto a Subway To Sally.
Entre febrero y marzo de 2004, Die Apokalyptischen Reiter encabeza una gira, paralelamente comienzan a trabajar en su próximo álbum junto al productor Tue Madsen en los estudios Antfarm en Dinamarca. El título escogido fue Samurái y fue presentado en numerosos conciertos por toda Alemania.

### 2005 - 2007
El 2005 comienza encabezando una gira junto a Turisas como teloneros. También se unieron a varios festivales durante el verano.
En mayo de 2006 lanzan un EP y un DVD llamados Friede sei mit Dir, posteriormente en agosto de ese mismo año aparece el álbum Riders On The Storm. A finales de ese año realizan una gira por Alemania, Austria y Suiza junto a Týr y Hämaton.
Para el 2007 Die Apokalyptischen Reiter junto a otras cinco bandas se preparaban para una gira que había sido bautizada como Earthshaker Roadshock Tour, sin embargo debido a problemas con la organización, se cancela. El 1 de febrero de 2008 se lanza el DVD Tobsucht, el cual contiene la presentación durante el Wacken Open Air 2007, Party.San Open Air 2007 y además un especial "Old School Show", en el cual sólo tocan canciones de sus tres primeros discos.

### 2008 - Actualidad
El 18 de marzo de 2008, la banda anuncia la salida de Pitrone, y que Lady Cat Man tomaría su lugar. El 27 de junio lanzan el EP Der Weg a modo de anticipo de su próximo álbum llamado Licht, el cual fue lanzado el 29 de agosto de ese año.
En marzo de 2009 Lady Cat Man se retira de la banda y es reemplazada por Adrian "Ady" Vogel, quien pertenecía al equipo técnico de la banda. Además adelantan que un nuevo álbum sería lanzado durante el verano de 2010.

## Integrantes

### Actuales
- Daniel "Fuchs" Täumel (Guitarra y Voz) (1995 - )
- Volkmar "Volk-Man" Weber (Bajo y Voz) (1995 - )
- Mark "Dr. Pest" Szakul (Teclado) (1995 - )
- Georg "Sir G." Lenhardt (Batería) (1999 - )
- Adrian "Ady" Vogel (Guitarra) (2009 - )

### Pasados
- Skelleton (Batería y Voz) (1995 - 1999)
- Pitrone (Guitarra) (2002 - 2008)
- Lady Cat-Man (Guitarra) (2008 - 2009)

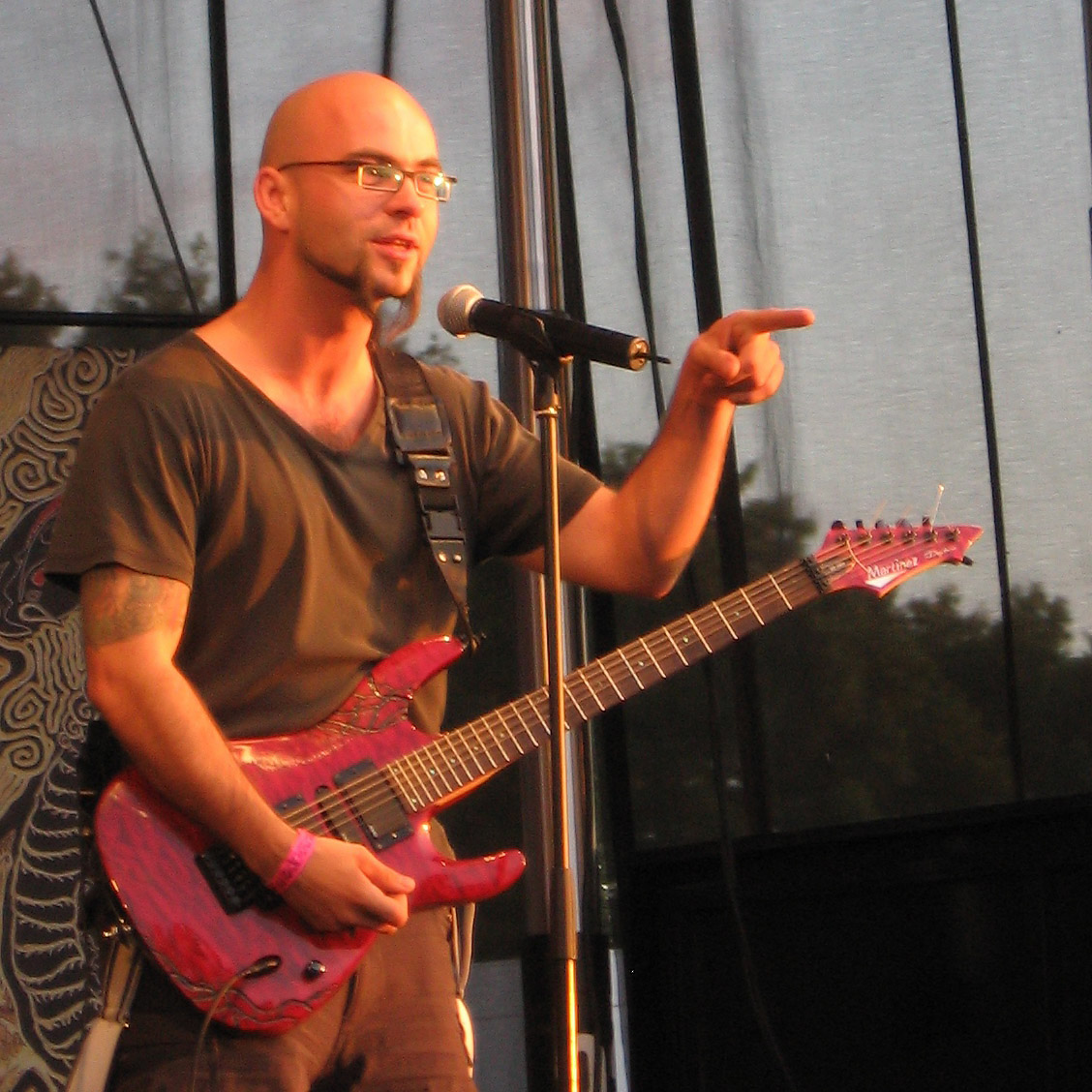
Fuchs
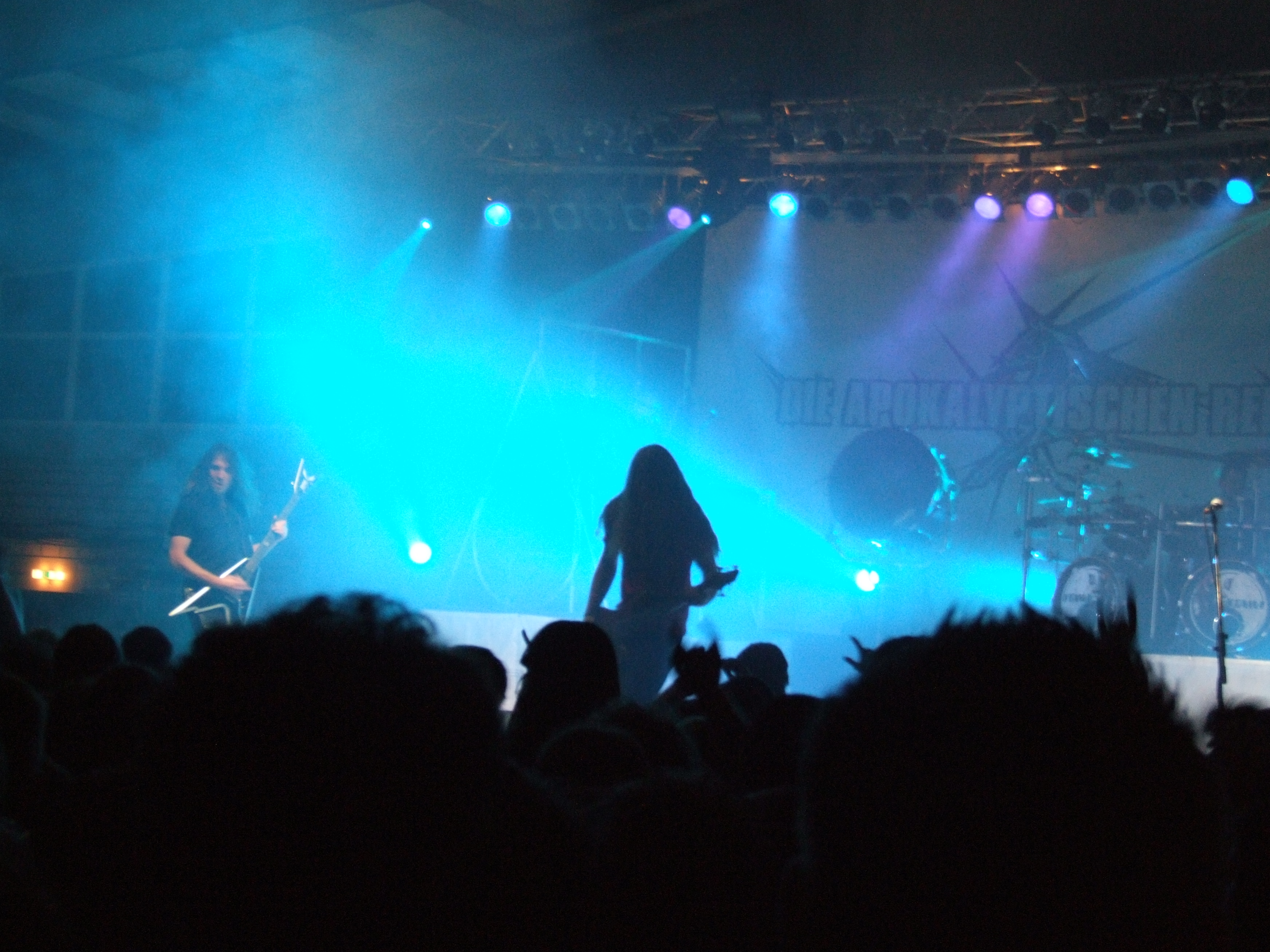
Ady y Volk-Man
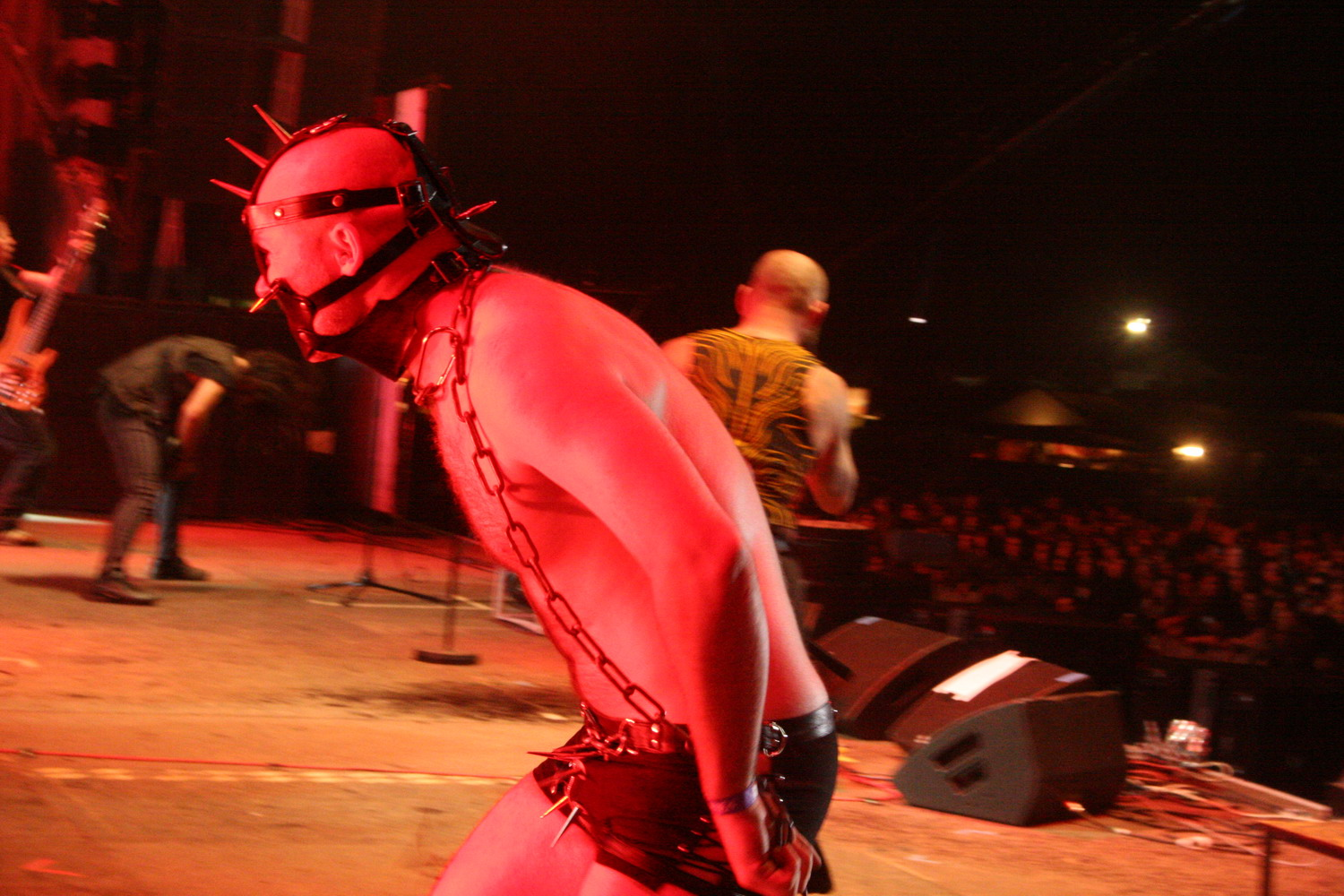
Dr. Pest
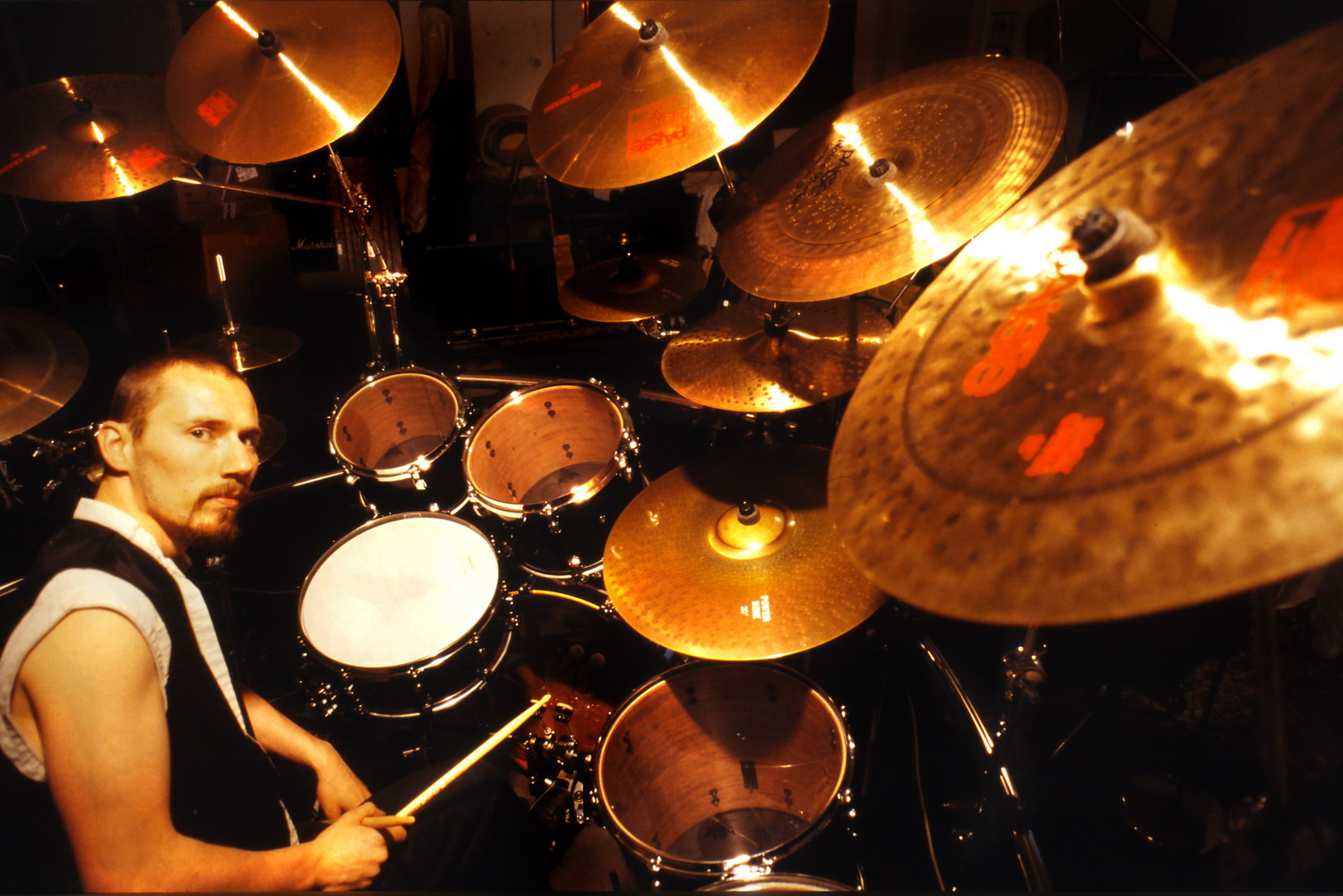
Sir G.

## Estilo musical

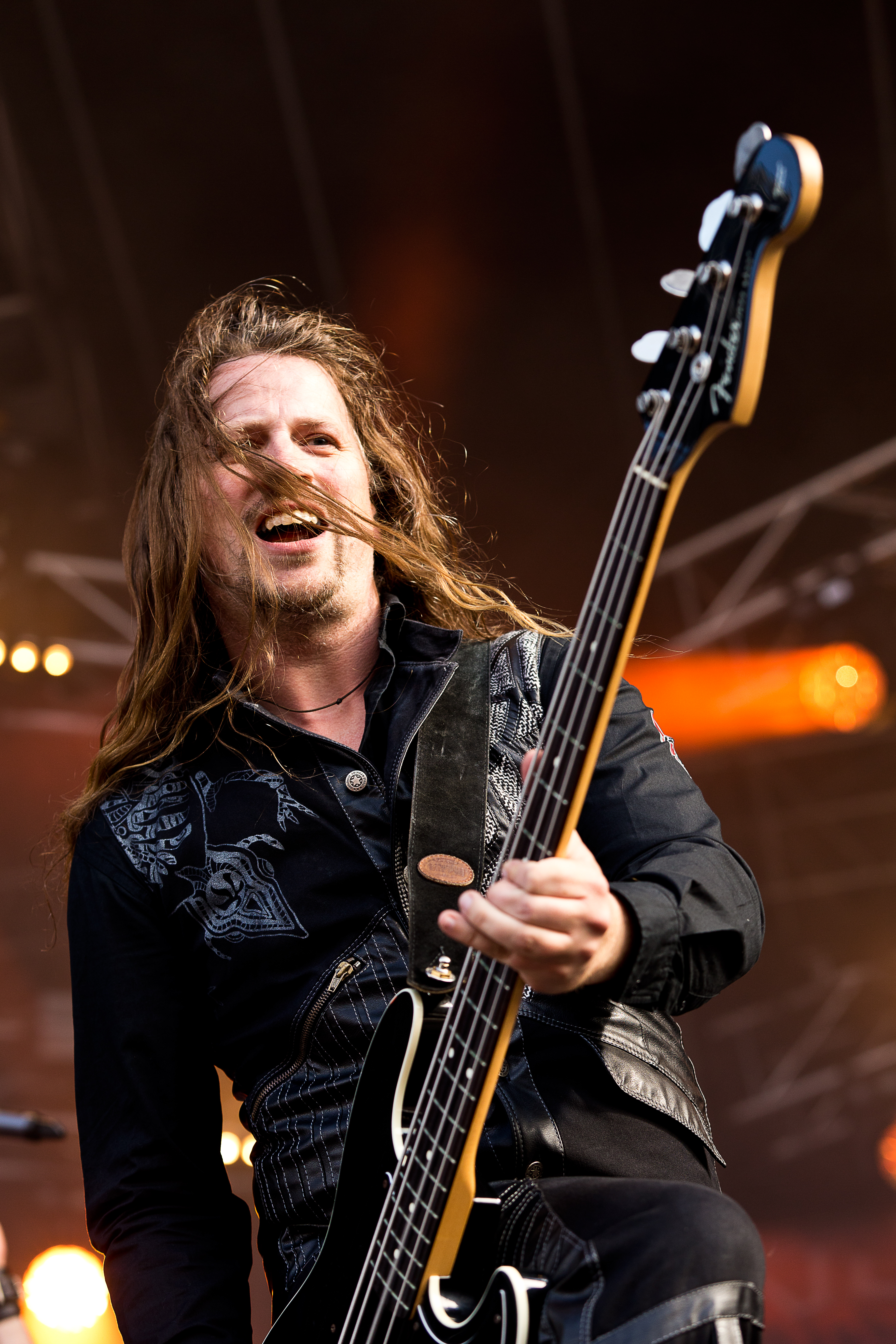
La banda de metal alemana Die Apokalyptischen reiteró el Rockharz Open Air 2015 en Ballenstedt/Alemania.

En sus inicios la banda practicaba un estilo musical mucho más cercano al Death metal, con letras en inglés, simples y en gran parte improvisadas. Se utilizaba principalmente el canto gutural en las canciones y efectos de teclado como coros, clavecines y flauta, entre otros. Con la salida de Allegro Barbaro, se incorporaron voces limpias y más claras, y algunas canciones contienen secciones más tranquilas. Con All You Need Is Love aparecen las primeras canciones escritas en alemán. En Have A Nice Trip la voces limpias predominan y además se incluyen frases en otros idiomas como finlandés y ruso. En álbumes posteriores el teclado está mucho más presente en las canciones, a diferencia de sus primeros discos en donde sólo se ocupaba en secciones específicas, con una inspiración en la música folk. Además, desde el álbum Licht (2008) solamente han usado el alemán en sus líricas.
Notables son las influencias de la música latinoamericana y española, en canciones como Schenk mir Heut Nacht y Baila Conmígo, en esta última la letra está escrita totalmente en español. También los motivos arabescos aparecen en canciones como Sehnsucht y Fatima.

## Discografía

### Álbumes de estudio
- 1997: Soft & Stronger
- 1999: Allegro Barbaro
- 2000: All You Need Is Love
- 2003: Have a Nice Trip (#95 en Alemania)
- 2004: Samurai
- 2006: Riders on the Storm (#31 en Alemania, #74 en Austria)
- 2008: Licht (#29 en Alemania, #49 en Austria, #88 en Suiza)
- 2011: Moral & Wahnsinn (#18 en Alemania, # 41 en Austria, #61 en Suiza)
- 2014: Tief.Tiefer (#22 en Alemania, #72 en Suiza)
- 2017: Der Rote Reiter (#10 en Alemania, #29 en Austria)
- 2021: The Divine Horsemen
- 2022: Wilde Kinder

### Singles y EP
- 1998: Dschinghis Khan
- 2006: Friede sei mit Dir
- 2008: Der Weg
- 2011: Dr. Pest

### Demos
- 1996: Firestorm

### Registros en vivo
- 2006: Friede sei mit Dir (DVD)
- 2008: Tobsucht (DVD + 2CD)
- 2009: Adrenalin (CD lanzado por la revista Metal Hammer)